# カナツェーイ
カナツェーイ（イタリア語: Canazei ; ラディン語: Ćianacëi）は、イタリア共和国トレンティーノ＝アルト・アディジェ州トレント自治県にある、人口約1,900人の基礎自治体（コムーネ）。
1994年アイスホッケー世界選手権をボルツァーノ、ミラノと共に開催している。

## 地理

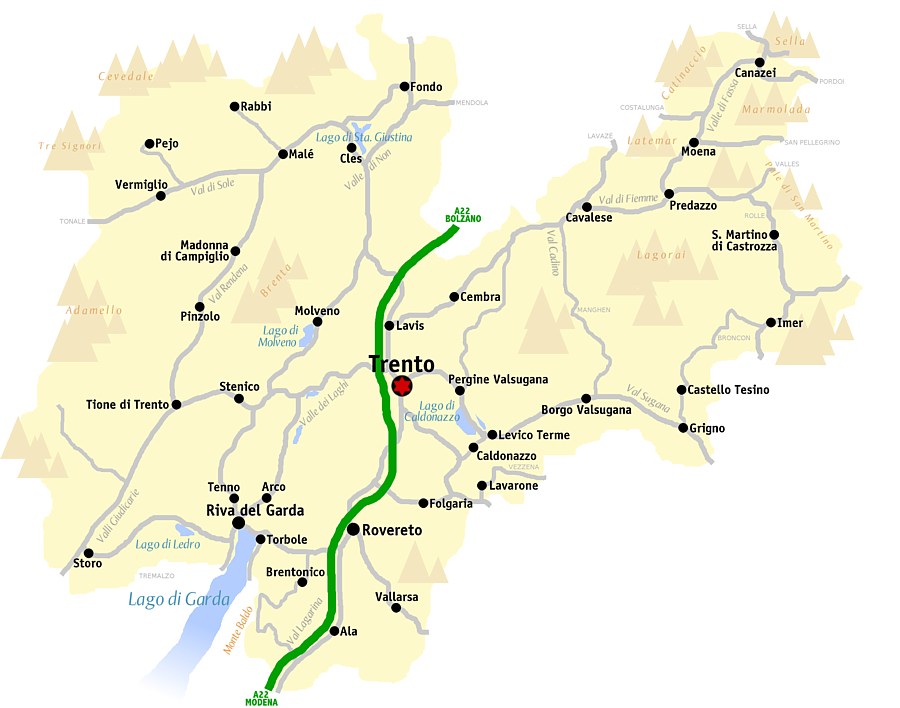
トレント県概略図

### 位置・広がり
トレント自治県北東部、ヴァル・ディ・ファッサの最上流部に位置するコムーネで、ボルツァーノ自治県・ベッルーノ県と境界を接する。カナツェーイの町は、オルティゼーイから南東へ13km、モエーナから北東へ14km、コルティーナ・ダンペッツォから西南西へ29km、ボルツァーノから東へ32km、県都トレントから北東へ67kmの距離にある。

#### 隣接コムーネ
隣接するコムーネは以下の通り。括弧内のBZはボルツァーノ自治県、BLはベッルーノ県所属を示す。
| - カンピテッロ・ディ・ファッサ - コルヴァーラ・イン・バディーア (BZ) - リヴィナッロンゴ・デル・コル・ディ・ラーナ (BL) - マッツィーン - ロッカ・ピエートレ (BL) - セルヴァ・ディ・ヴァル・ガルデーナ (BZ) - サン・ジョヴァンニ・ディ・ファッサ (ポッツァ・ディ・ファッサ) |

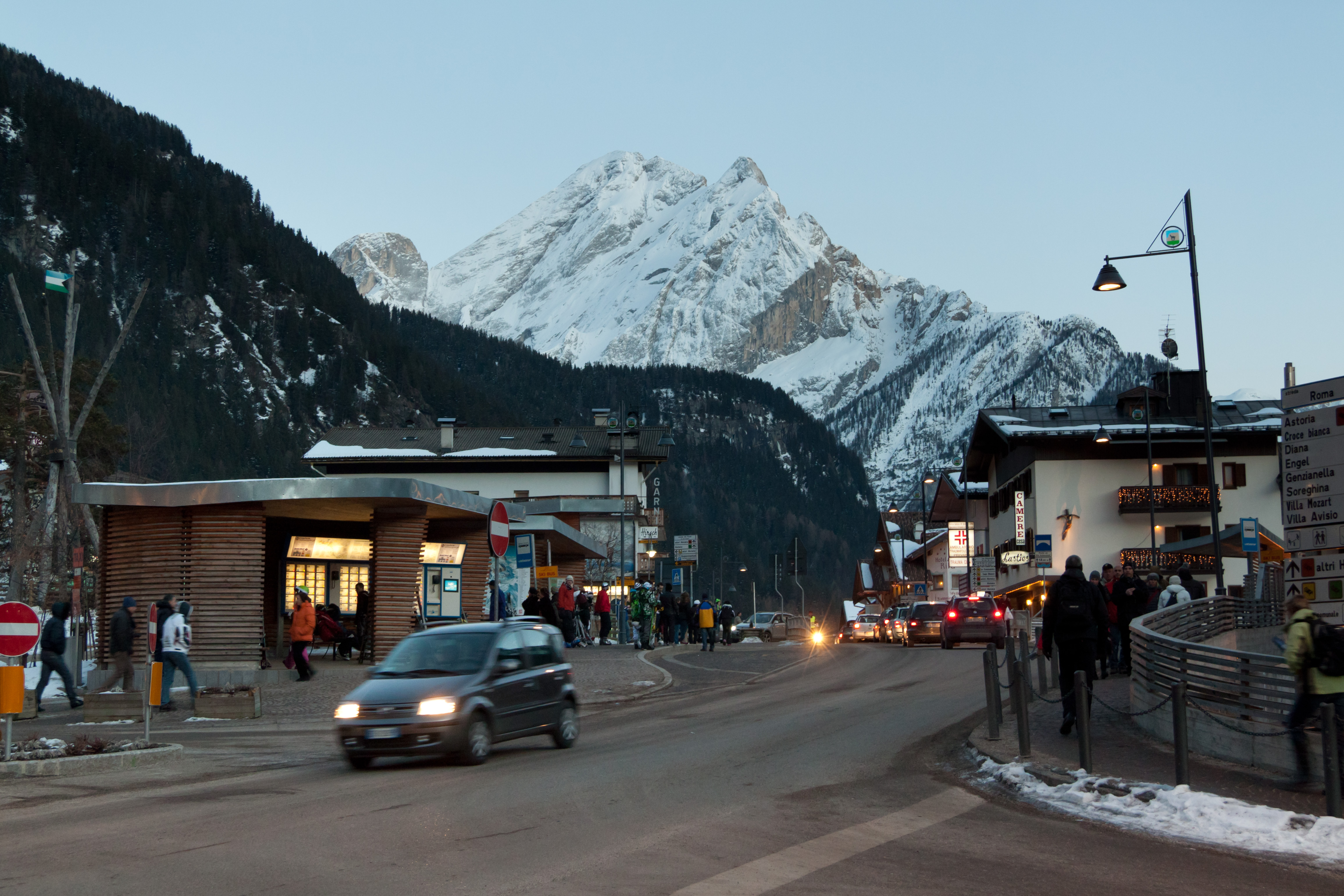
カナツェーイ中心街とマルモラーダ山
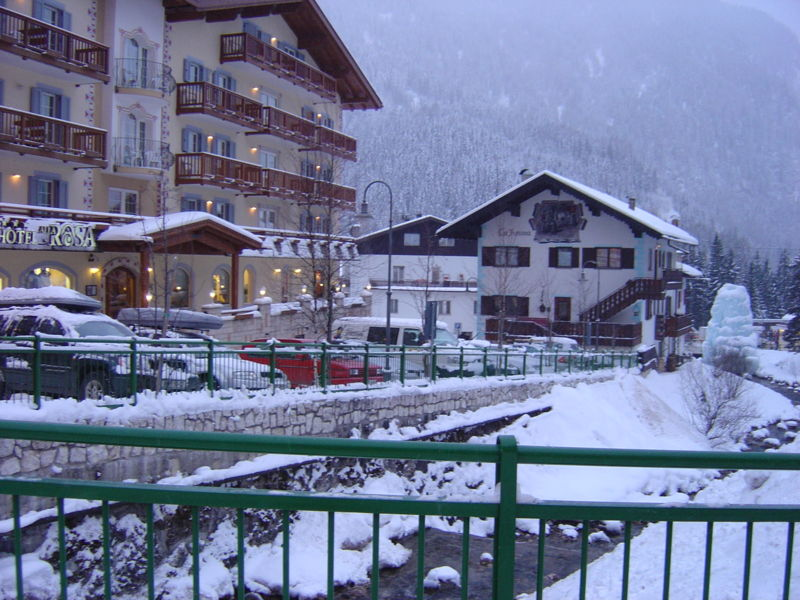
中心街を流れる Torrent Avisio
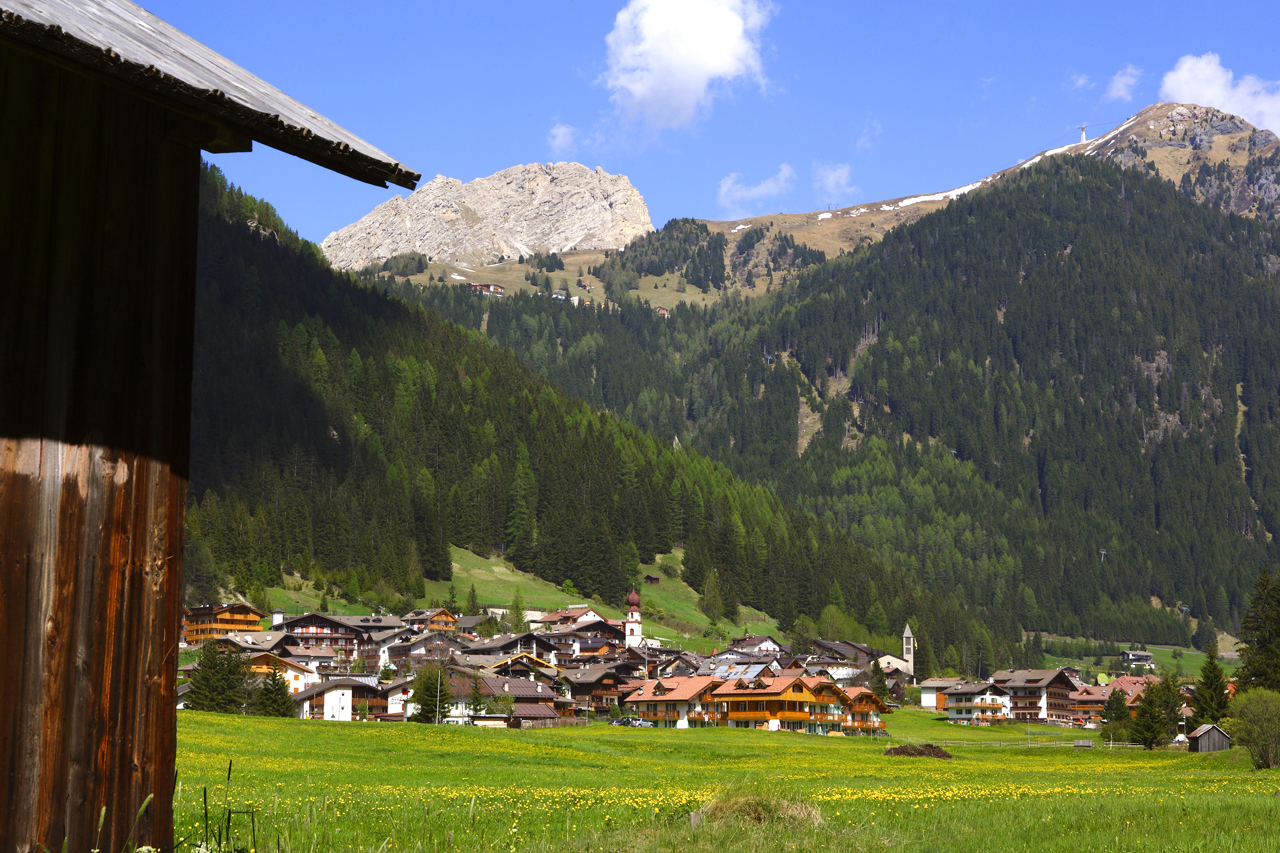
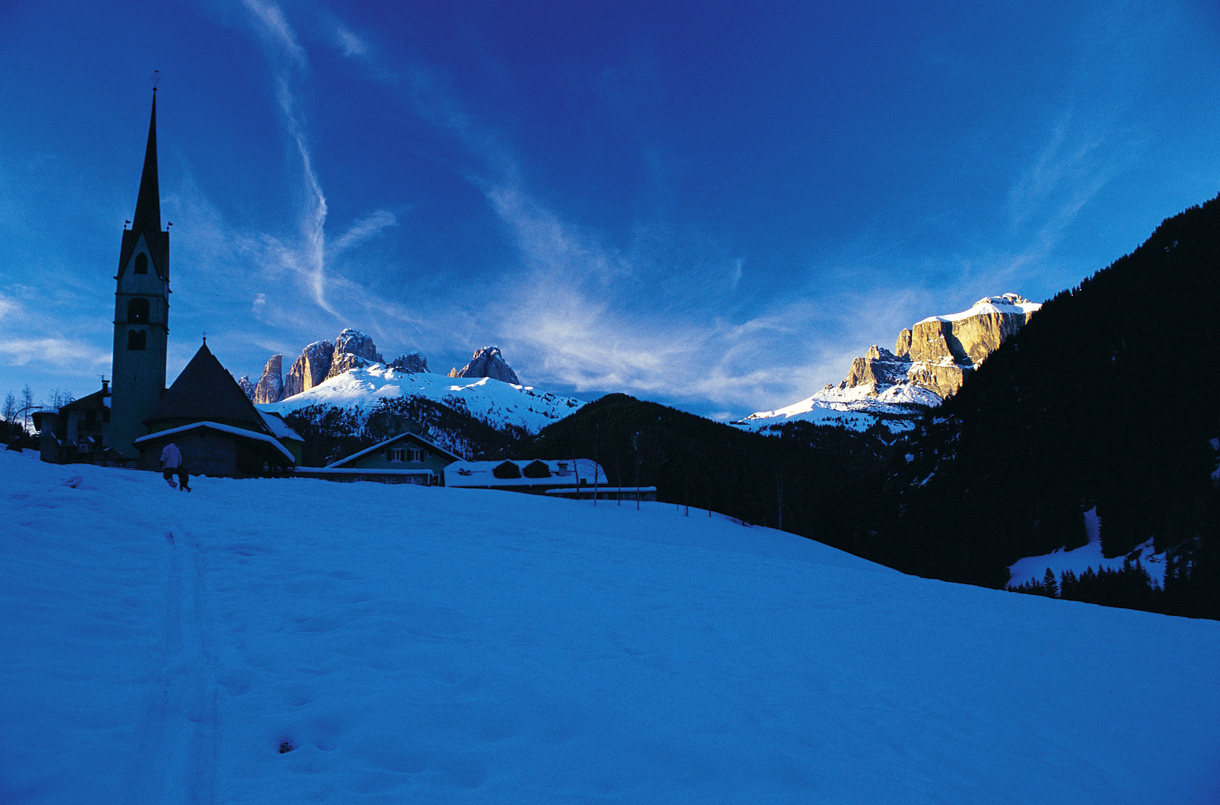

## 行政

### 分離集落
カナツェーイには、以下の分離集落（フラツィオーネ）がある。
- Alba, Gries, Penia

### Comunità di valle
トレント自治県が設置した広域行政組織 Comunità di valle "Comun General de Fascia" （事務所所在地: ポッツァ・ディ・ファッサ）に属する。

## 住民

### 言語
| 少数言語話者の割合（2011年） | 少数言語話者の割合（2011年） | 少数言語話者の割合（2011年） | 少数言語話者の割合（2011年） | 少数言語話者の割合（2011年） |
| ---------------------------- | ---------------------------- | ---------------------------- | ---------------------------- | ---------------------------- |
|                              |                              |                              |                              |                              |
| ラディン語                   | ラディン語                   |                              | 79.7%                        | 79.7%                        |
| モケーニ語                   | モケーニ語                   |                              | 0.0%                         | 0.0%                         |
| チンブロ語                   | チンブロ語                   |                              | 0.0%                         | 0.0%                         |

2011年10月9日に行われた国勢調査によれば、住民1911人中1524人（79.7%）がラディン語話者であった。話者数においてはモエーナ、ポッツァ・ディ・ファッサに次ぎ県内第3位のコムーネである。